# Ko (kana)
こ în hiragana sau コ în katakana, (romanizat ca ko) este un kana în limba japoneză care reprezintă o moră. Caracterele hiragana și katakana sunt scrise fiecare cu două linii. Kana こ și コ reprezintă sunetul pronunție în japoneză [ko].
Originea caracterelor こ și コ este caracterul kanji 己.

## Variante
Kana こ și コ se pot folosi cu semnul diacritic dakuten ca să reprezintă un alt sunet:
- ご sau ゴ reprezintă sunetul pronunție în japoneză [go] (romanizat ca go)[2]

## Folosire în limba ainu
În limba ainu, katakana コ reprezintă sunetul [ko].

## Forme
| Formă                                   | Rōmaji     | Hiragana       | Katakana       |
| --------------------------------------- | ---------- | -------------- | -------------- |
| Fără semne diacritice: k- (か行 ka-gyō) | ko         | こ             | コ             |
| Fără semne diacritice: k- (か行 ka-gyō) | kou koo kō | こう こお こー | コウ コオ コー |
| Cu semnul dakuten: g- (が行 ga-gyō)     | go         | ご             | ゴ             |
| Cu semnul dakuten: g- (が行 ga-gyō)     | gou goo gō | ごう ごお ごー | ゴウ ゴオ ゴー |

## Ordinea corectă de scriere
|                                      |
| Ordinea corectă de scriere pentru こ |

|                                      |
| Ordinea corectă de scriere pentru コ |

## Alte metode de scriere
- Braille:

| －・ ・－ －・ |

- Codul Morse: －－－－